# Oybach
Der Oybach ist ein etwa 10 km langer, rechter Zufluss der Trettach. Er verläuft als Gebirgsfluss im Oytal bei Oberstdorf in den Allgäuer Alpen. Sein Tal ist Lebenserhaltungsraum zahlreicher seltener Tiere und Pflanzen und ist daher eines der besonderen Täler der Alpen.

## Verlauf
Er entspringt als Schartenbach am Nordwesthang der Jochspitze und bildet im hinteren Oytal zusammen mit mehreren weiteren Quellbächen den Stuibenbach, der nach dem imposanten Stuibenfall in den Oybach übergeht.
Der Oybach bietet ein einzigartiges Naturschauspiel. Das Flussbett ist im Sommer talwärts über eine lange Strecke völlig ausgetrocknet, obwohl von den Berghängen reichlich Wasser ins Tal fließt. Grund hierfür ist der extrem durchlässige Kalkboden. Bei normalem Wasserstand fließt das Wasser unterirdisch in einem breiten Strom talwärts. Der Fluss kommt dann erst wieder unterhalb des Oytalhauses zum Vorschein. Zahlreiche "Quellen" lassen den Fluss innerhalb kurzer Zeit zu einem beachtlichen Bergfluss ansteigen.

## Zuflüsse
- Stuibenbach (Oberlauf)
- Laufbach (rechts)
- Seebach (rechts)

## Bildergalerie

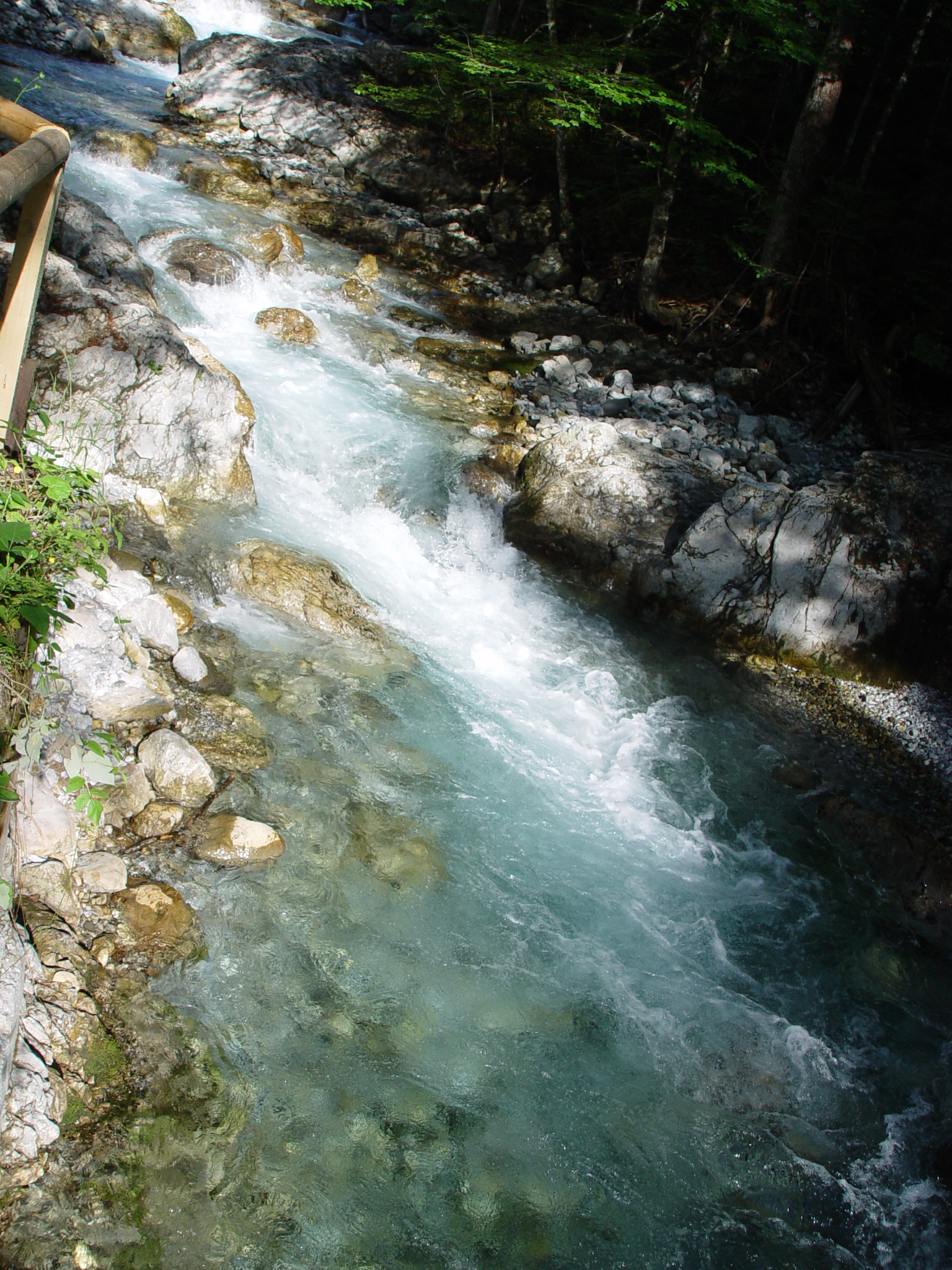
Stromschnelle
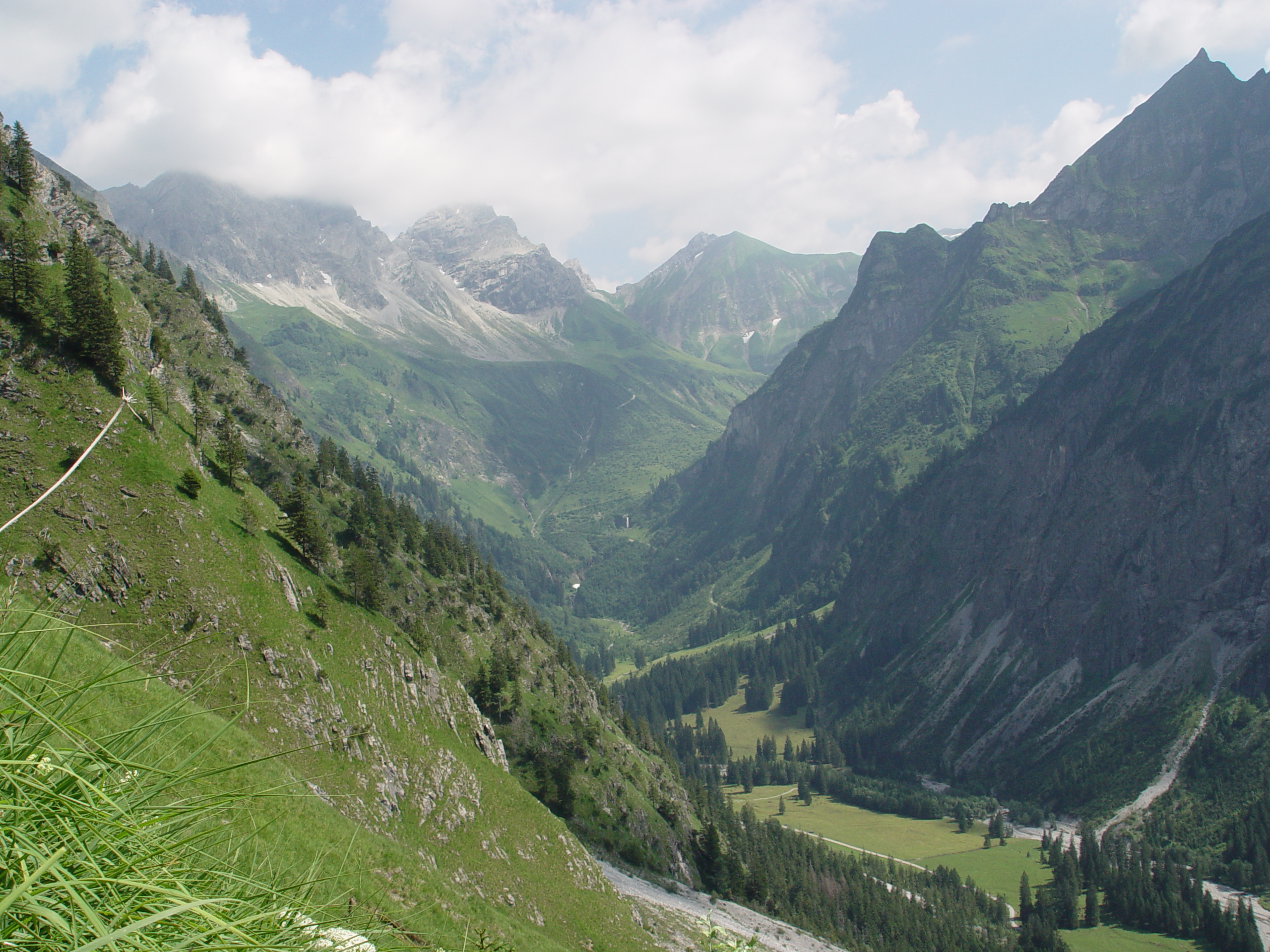
Blick auf das Oytal
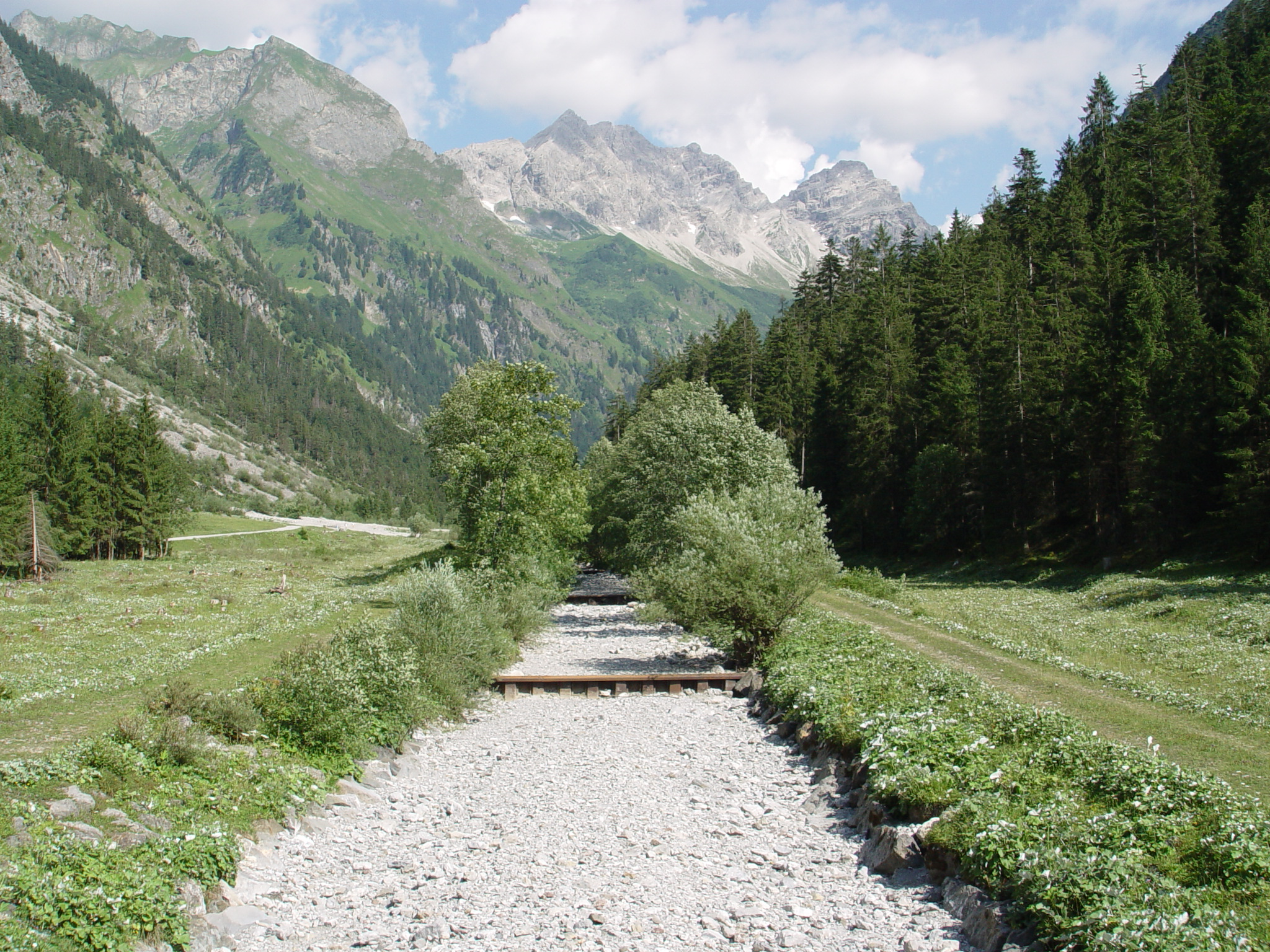
Ausgetrocknetes Flussbett
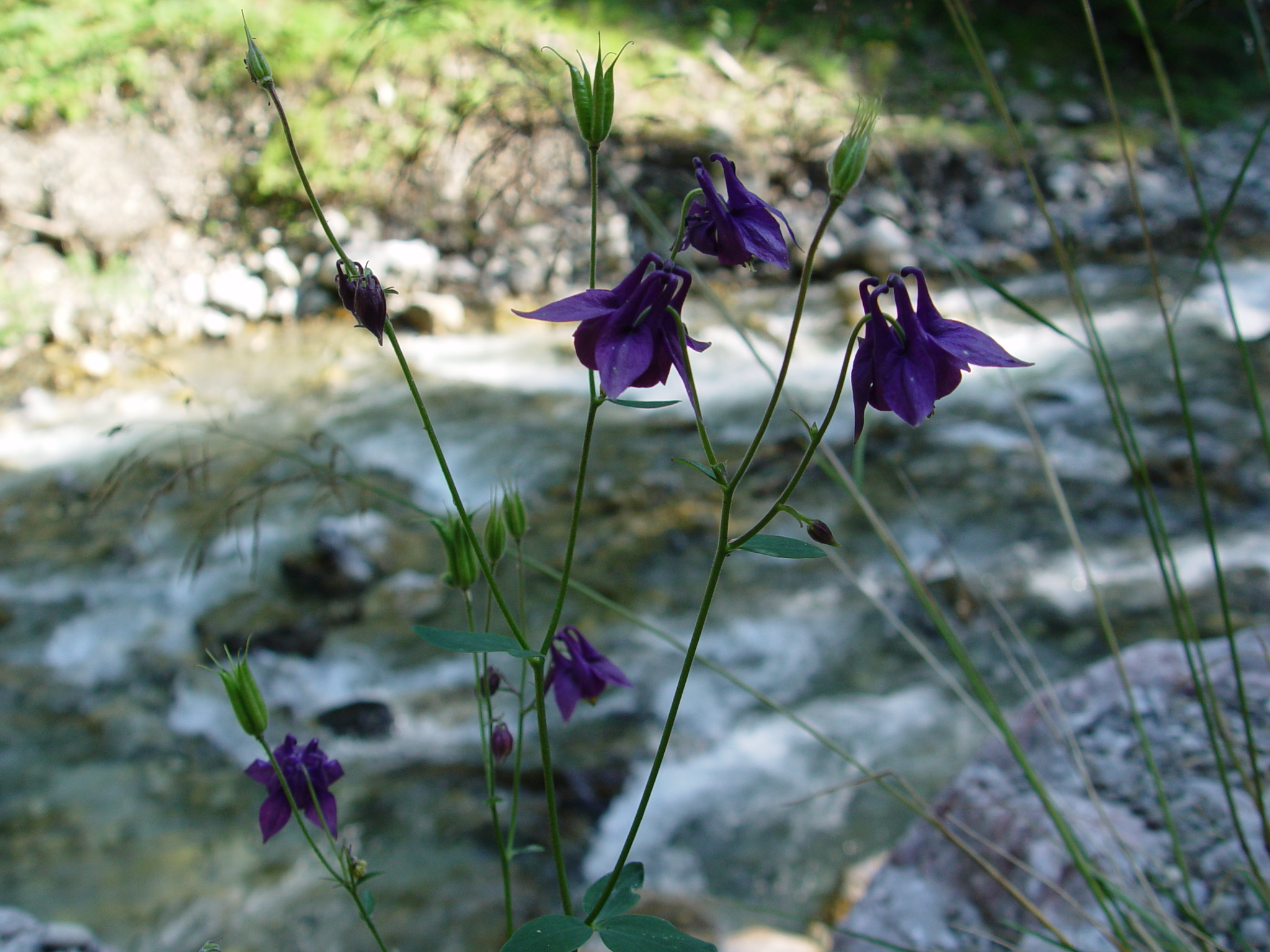
Flora am Ufer